# Сменхара
Сменхара био је фараон из Осамнаесте династије који је највероватније био непосредни наследник Ехнатона и претходник Тутанкамона. Према неким изворима Сменкхкареова владавина је трајала око годину дана. Неки египтолози пак мисле да је владао тек неколико месеци. Други сугеришу владавину од 11 година.
Тутанкамонова владавина је почела неспоредно после смрти Сменкхара. Неки египтолози су спекулисали да је Сменкхкаре, а не Ехнатон, био отац Тутанкамона.